# Rock 'n' Roll Party (Honoring Les Paul)
Rock N' Roll Party é um álbum de estúdio solo do guitarrista britânico Jeff Beck lançado em 22 de Fevereiro de 2011, pela Eagle Rock Entertainment.

## Faixas
Lista de faixas
Cd 1
1. "Double Talkin' Baby"
2. "Cruisin"
3. "The Train Kept A Rollin"
4. "Cry Me A River"
5. "How High The Moon"
6. "Sitting On Top of the World"
7. "Bye Bye Blues"
8. "The World is Waiting for the Sunrise"
9. "Vaya Con Dios"
10. "Mockin' Bird Hill"
11. "I'm a Fool to Care"
12. "Tiger Rag"
13. "Peter Gunn"
14. "Rocking Is Our Business"
15. "Apache"
16. "Sleep Walk"
17. "New Orleans"
18. "Walking In The Sand"
19. "Please Mr. Jailer"
20. "Twenty Flight Rock"

Cd 2 [Bonus Features]
1. "Corpus Christi Carol"
2. "Hammerhead"
3. "Over The Rainbow"
4. "Brush With The Blues"
5. "A Day In The Life"
6. "Nessun Dorma"
7. "How High The Moon"
8. "People Get Ready"